# محافظ دهان

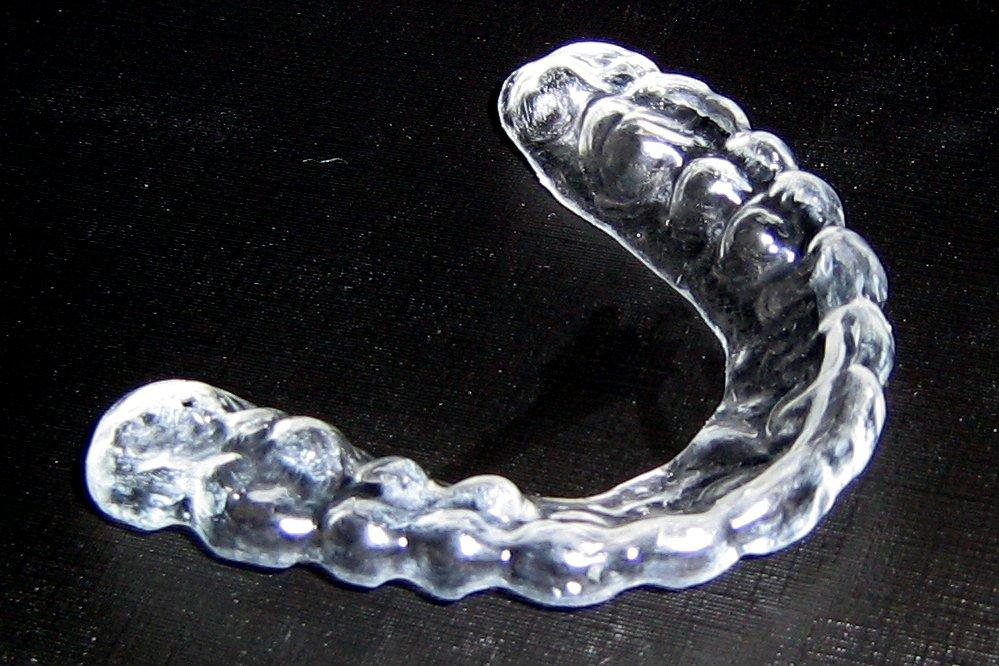
نمونه‌ای از محافظ دهان

محافظ دهان (انگلیسی: Mouthguard) وسیله‌ای محافظ برای دهان است، که دندان‌ها و لثه‌ها را می‌پوشاند، تا از آسیب به دندان‌ها، لب‌ها و لثه‌ها جلوگیری نماید، یا این آسیب‌ها را کاهش دهد. در ورزش‌های رزمی، محافظ دهان مانند کلاه ایمنی برای دندان و فک می‌باشد، همچنین از جمع شدن کامل فک‌ها نیز جلوگیری می‌کند و در نتیجه خطر آسیب‌دیدگی مفصل فک و نیز ضربه مغزی را کاهش می‌دهد. محافظ دهان اغلب برای جلوگیری از آسیب در ورزش‌های برخوردی، همچنین به عنوان درمانی برای دندان‌قروچه استفاده می‌شود.